# کاگوشیما
کاگوشیما (به ژاپنی: 鹿児島市, Kagoshima-shi) مرکز استان کاگوشیما در کشور ژاپن است و در جنوب باختری جزیرهٔ کیوشو جای‌دارد. کاگوشیما بزرگترین شهر استان نیز هست.
این شهر را به دلیل جایگاه خلیجی‌اش، آب و هوای داغ و نیز آتشفشان فعال ساکوراجیما، ناپل خاورزمین نامیده‌اند.
برپایهٔ سرشماری سال ۲۰۰۵ جمعیت این شهر ۶۰۵٬۶۵۰ تن برآورد شده‌است.

## تاریخچه
این شهر سده‌ها تیول خاندانی سامورایی به نام شیمازو بوده‌است. در سده‌های میانه این شهر مرکز قلمرو ساتسوما گشت. به زودی این شهر به فرمانروایی نیمه‌خودگردان پادشاهی ریوکیو بدل گشت.
کلیسای سنت فرانسیس خاویر در این شهر یادآور نخستین مسیحی آمده به ژاپن است. کاگوشیما تا سده‌های ۱۶ و ۱۷ میلادی که مسیحیت در آن ممنوع شد مرکز مسیحیت این کشور بود.

## شهرهای خواهر
- Naples ایتالیا
- Perth استرالیا
- میامی آمریکا